# Communauté de communes Gergovie Val d'Allier Communauté
Gergovie Val d'Allier Communauté est une ancienne communauté de communes française, située dans le département du Puy-de-Dôme en région Auvergne-Rhône-Alpes.

## Histoire
Authezat a intégré la communauté de communes le 1er janvier 2013.
Le projet de schéma départemental de coopération intercommunale (SDCI) du Puy-de-Dôme, dévoilé le 5 octobre 2015, proposait la fusion de la communauté de communes Gergovie Val d'Allier avec Allier Comté Communauté et la communauté de communes Les Cheires (à l'exclusion de la commune du Vernet-Sainte-Marguerite) afin de former un ensemble intercommunal de 28 communes (dont dix de montagne) et près de 40 000 habitants. Cette fusion a été annoncée par le président le 3 novembre 2015.
Adopté en mars 2016, le SDCI ne modifie pas ce périmètre.
La nouvelle structure intercommunale issue de la fusion des trois communautés de communes porte le nom de « Mond'Arverne Communauté », à la suite de l'arrêté préfectoral du 1er décembre 2016.

## Territoire communautaire

### Géographie
La communauté de communes Gergovie Val d'Allier Communauté est située dans la périphérie sud-est de Clermont-Ferrand. C'est l'une des neuf intercommunalités formant le pays du Grand Clermont. Elle jouxte Clermont Auvergne Métropole au nord-ouest et les communautés de communes de Mur ès Allier au nord-est, Billom - Saint-Dier / Vallée du Jauron à l'est, Allier Comté Communauté au sud-est, Couze Val d'Allier au sud et Les Cheires à l'ouest.
Le territoire communautaire est desservi par un axe autoroutier, l'autoroute A75 de Clermont-Ferrand à Béziers, desservant le sud de l'Auvergne, avec deux échangeurs : le no 4 desservant La Roche-Blanche et le no 6 au sud desservant Authezat. Les axes principaux sont :
- la route départementale 978, desservant les communes d'Orcet et de Veyre-Monton, et continuant au sud vers Champeix, Saint-Nectaire et Besse-et-Saint-Anastaise ;
- la route départementale 8, desservant Les Martres-de-Veyre et Veyre-Monton ;
- la route départementale 1, desservant La Roche-Noire, Mirefleurs et Saint-Maurice.

### Composition
La communauté de communes est composée des onze communes suivantes :
| Nom                      | Code Insee | Gentilé            | Superficie (km2) | Population (dernière pop. légale) | Densité (hab./km2) |
| ------------------------ | ---------- | ------------------ | ---------------- | --------------------------------- | ------------------ |
| Veyre-Monton (siège)     | 63455      | Montonnais         | 12,11            | 3 401 (2014)                      | 281                |
| Authezat                 | 63021      | Authezatois        | 5,79             | 665 (2014)                        | 115                |
| Corent                   | 63120      | Corentais          | 2,68             | 709 (2014)                        | 265                |
| Les Martres-de-Veyre     | 63214      | Martrois           | 9,28             | 3 943 (2014)                      | 425                |
| Mirefleurs               | 63227      | Mirefleuriens      | 9,05             | 2 403 (2014)                      | 266                |
| Orcet                    | 63262      | Orcetois           | 5,99             | 2 618 (2014)                      | 437                |
| La Roche-Blanche         | 63302      | La Roche-Blanchois | 11,60            | 3 179 (2014)                      | 274                |
| La Roche-Noire           | 63306      | Rocanigrains       | 3,07             | 608 (2014)                        | 198                |
| Saint-Georges-sur-Allier | 63350      | Saint-Georgeois    | 9,42             | 1 234 (2014)                      | 131                |
| Saint-Maurice            | 63378      | Mauriciens         | 5,40             | 824 (2014)                        | 153                |
| La Sauvetat              | 63413      | Sauvetatois        | 7,98             | 696 (2014)                        | 87                 |

### Démographie
| 1968  | 1975   | 1982   | 1990   | 1999   | 2008   | 2013   |
| ----- | ------ | ------ | ------ | ------ | ------ | ------ |
| 8 627 | 11 066 | 14 086 | 17 168 | 18 636 | 19 972 | 20 290 |

| Hommes | Classe d’âge | Femmes |
| ------ | ------------ | ------ |
| 0,3    | 90 ans ou +  | 0,8    |
| 5,4    | 75 à 89 ans  | 7,5    |
| 17,7   | 60 à 74 ans  | 17,8   |
| 24,4   | 45 à 59 ans  | 23,7   |
| 19,7   | 30 à 44 ans  | 20,2   |
| 14,6   | 15 à 29 ans  | 13,4   |
| 17,9   | 0 à 14 ans   | 16,6   |

| Hommes | Classe d’âge | Femmes |
| ------ | ------------ | ------ |
| 0,5    | 90 ans ou +  | 1,5    |
| 7      | 75 à 89 ans  | 10,6   |
| 16     | 60 à 74 ans  | 16,6   |
| 20,8   | 45 à 59 ans  | 20,1   |
| 19,5   | 30 à 44 ans  | 18,1   |
| 19     | 15 à 29 ans  | 17,5   |
| 17,1   | 0 à 14 ans   | 15,6   |

## Administration

### Siège
Le siège de la communauté de communes est situé à Veyre-Monton.

### Les élus
La communauté de communes est gérée par un conseil communautaire composé de 35 membres représentant chacune des communes membres.
Ils sont répartis comme suit :
| Nombre de délégués | Communes                                                                               |
| ------------------ | -------------------------------------------------------------------------------------- |
| 6                  | Les Martres-de-Veyre                                                                   |
| 5                  | La Roche-Blanche, Veyre-Monton                                                         |
| 4                  | Orcet                                                                                  |
| 3                  | Mirefleurs                                                                             |
| 2                  | Authezat, Corent, La Roche-Noire, Saint-Georges-sur-Allier, Saint-Maurice, La Sauvetat |

### Présidence
En 2014, le conseil communautaire a élu son président, Yves Fafournoux, et désigné six vice-présidents :
1. Pascal Pigot (habitat) ;
2. Gérard Vialat (économie et finances) ;
3. Jean Baridon (valorisation touristique) ;
4. René Guélon (urbanisme opérationnel) ;
5. Cécile Gilbertas (affaires sociales) ;
6. Jean-François Demère (développement durable).

### Compétences
L'intercommunalité exerce des compétences qui lui sont déléguées par les communes membres.
- Développement économique : création, aménagement, entretien et gestion de zones d'activités industrielle, commerciale, tertiaire, artisanale ou touristique ; actions de développement économique
- Aménagement de l'espace : schémas de cohérence territoriale et de secteur ; création et réalisation de zones d'aménagement concerté
- Environnement et cadre de vie : collecte et traitement des déchets ménagers et assimilés
- Sanitaires et social : aide sociale facultative, action sociale
- Développement et aménagement social et culturel : construction, aménagement, gestion, entretien d'équipements ou d'établissements sportifs, activités péri-scolaires, culturelles et socioculturelles
- Développement touristique
- Logement et habitat : programme local de l'habitat, politique du logement social, opérations programmées d'amélioration de l'habitat

### Régime fiscal et budget
La communauté de communes applique la fiscalité professionnelle unique. Elle possède un potentiel fiscal par habitant de 153,19 euros, légèrement inférieur à la moyenne des communautés de communes du département (198,51 euros).
Les taux d'imposition votés en 2015 étaient les suivants : taxe d'habitation 9,04 %, foncier bâti 2,50 %, foncier non bâti 4,77 %, cotisation foncière des entreprises 24,09 %.